# Ruslan Myrsatayev
Ruslan Myrsatayev (født 7. maj 1985) er en kasakhstansk amatørbokser, som konkurrerer i vægtklassen super-sværvægt. Myrsatayev har ingen større internationale resultater, og fik sin olympiske debut da han repræsenterede Kina under Sommer-OL 2008. Her blev han slået ud i kvartfinalen af Zhang Zhilei fra Kina i samme vægtklasse.